# Inga cayennensis
Inga cayennensis är en ärtväxtart som beskrevs av George Bentham. Inga cayennensis ingår i släktet Inga och familjen ärtväxter. Inga underarter finns listade i Catalogue of Life.